# Alveoláris nazális
Az alveoláris nazális számos beszélt nyelvben használt mássalhangzó. A nemzetközi fonetikai ábécé (IPA) az alveoláris mellett a dentális és a posztalveoláris nazális hangot is n jellel jelöli, X-SAMPA-jelük pedig szintén n. Az alveoláris nazálist a magyar nyelvben is az n betű jelöli.
A nyelvek túlnyomó többségében megtalálható vagy alveoláris, vagy dentális nazális. Némelyik nyelvben egyik sincs meg, ugyanakkor rendelkeznek [m]-mel (pl. a szamoai). Bizonyos nyelvekből viszont (pl. rotokasz) az m és az n is hiányzik.

## Jellemzői
Az alveoláris nazális hang jellemzői:
- Képzésmódja zárhang, ami annyit tesz, hogy a toldalékcsőben haladó légáram elzárásával jön létre. Minthogy nazális is egyben, az elzárt légáram az orron át tud távozni.
- Képzéshelye alveoláris, ami annyit tesz, hogy a fogmedernél jön létre a nyelv hegyével vagy elejével; ezt apikális, ill. laminális képzésmódnak hívják. (Az apikális képzésmód egyebek mellett az angolban fordul elő, míg a laminális többek közt az újlatin nyelvekre jellemző.)
- Zöngésségi típusa zöngés, így a képzése során rezegnek a hangszalagok.
- Nazális hang (ez képzésmódjára és részben képzéshelyére is vonatkozik), képzésekor tehát az orron át távozik a levegő. Vagy kizárólag ott (a nazális zárhangok esetén), vagy pedig a szájon és az orron át egyaránt.
- Mivel a hangot nem a nyelv fölötti levegőáram hozza létre, a centrális/laterális megkülönböztetés itt nem alkalmazható.
- Légáram-mechanizmusa pulmonikus egresszív, vagyis a levegőt pusztán a tüdővel és a rekeszizommal kilélegezve képezhető, akárcsak a legtöbb más beszédhang.

## Előfordulása
| Nyelv     | Nyelv                | Szó         | IPA                   | Jelentés            | Jegyzet                                                             |
| --------- | -------------------- | ----------- | --------------------- | ------------------- | ------------------------------------------------------------------- |
| angol     | angol                | nice        | [naɪs]                | ’kedves’            | L. angol hangtan                                                    |
| cseh      | cseh                 | na          | [na]                  | ’-on/-en/-ön’       | L. cseh hangtan                                                     |
| finn      | finn                 | annan       | [ɑnːɑn]               | ’adok’              | L. finn hangtan                                                     |
| francia   | francia              | nous        | [nu]                  | ’mi’                | L. francia hangtan                                                  |
| görög     | görög                | νάμα        | [ˈnama]               | ’misebor’           | L. újgörög hangtan                                                  |
| grúz      | grúz                 | კანი        | [ˈkʼɑni]              | ’bőr’               |                                                                     |
| hawaii    | hawaii               | naka        | [naka]                | ’rázni’             | L. hawaii hangtan                                                   |
| hindi     | hindi                | नया          | [nəjaː]               | ’új’                |                                                                     |
| holland   | holland              | nacht       | [nɑxt]                | ’éjszaka’           | L. holland hangtan                                                  |
| japán     | japán                | 反対/hantai | [hantai]              | ’ellentét’          | L. japán hangtan                                                    |
| katalán   | katalán              | innecessari | [innəsəˈsaɾi]         | ’szükségtelen’      | L. katalán hangtan                                                  |
| kínai     | mandarin             | 難/nán      | [nan˧˥]               | ’nehéz’ (bonyolult) | L. mandarin hangtan                                                 |
| koreai    | koreai               | 나/na       | [na]                  | ’én’                | L. koreai hangtan                                                   |
| magyar    | magyar               | nagyi       | [nɒɟi]                | ’nagyi’             | L. magyar hangtan                                                   |
| maláj     | maláj                | nasi        | [nasi]                | ’főtt rizs’         |                                                                     |
| malajálam | malajálam            | കന്നി         | [kənni]               | ’szűz’              |                                                                     |
| máltai    | máltai               | lenbuba     | [lenbuˈba]            | ’dorong’            |                                                                     |
| német     | német                | Lanze       | [ˈlant͡sə]             | ’lándzsa’           | L. német hangtan                                                    |
| ngwe      | mmockngie nyelvjárás | [nøɣə̀]      | [nøɣə̀]                | ’nap’ (égitest)     |                                                                     |
| norvég    | norvég               | mann        | [mɑnː]                | ’ember/férfi’       | L. norvég hangtan                                                   |
| olasz     | olasz                | nano        | [ˈnano]               | ’törpe’             | L. olasz hangtan                                                    |
| örmény    | örmény               | նուռ        | [nur] (segítség·infó) | ’gránátalma’        |                                                                     |
| pirahã    | pirahã               | gíxai       | [níˈʔàì̯]              | ’te/ön’             |                                                                     |
| spanyol   | spanyol              | nada        | [ˈnað̞a]               | ’semmi’             | L. spanyol hangtan                                                  |
| szlovák   | szlovák              | na          | [na]                  | ’-on/-en/-ön’       |                                                                     |
| tamil     | tamil                | நாடு          | [naːɽɯ]               | ’ország’            | L. tamil hangtan                                                    |
| tsez      | tsez                 | лъоIно      | [ˈɬo̞ˤno̞]              | ’három’             |                                                                     |
| török     | török                | neden       | [ned̪en]               | ’ok’                | L. török hangtan                                                    |
| vietnámi  | vietnámi             | ne          | [nɛ]                  | ’oldalra vezet’     | L. vietnámi hangtan                                                 |
| yi        | yi                   | ꆅ/na       | [na˧ ]                | ’fáj’               |                                                                     |
| zapoték   | Tilquiapan           | nanɨɨ       | [nanɨˀɨ]              | ’hölgy’             | Szembenáll egy, az írásban jelöletlen fortis alveoláris nazálissal. |